# Talon tranzytowy

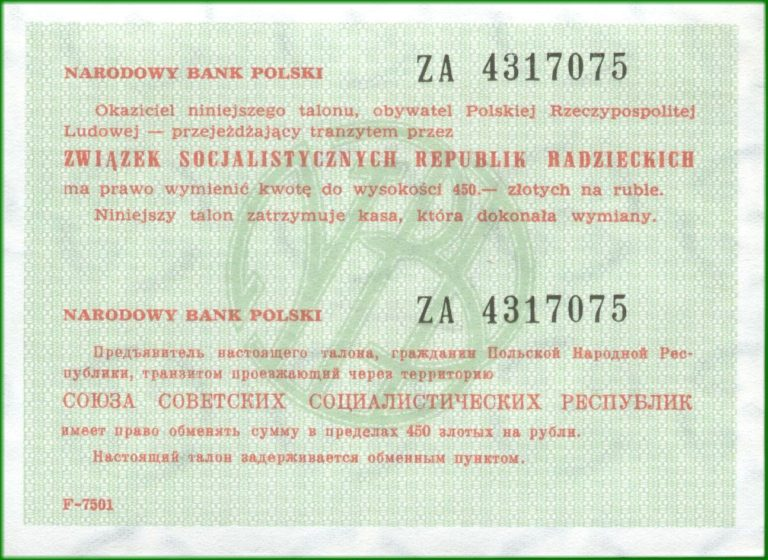
Talon zezwalający na wymianę do 450 zł na ruble

Talon tranzytowy – zezwolenie na wymianę określonej, zwykle stosunkowo niewielkiej kwoty w złotych na walutę kraju tranzytowego. Miał formę papieru wartościowego. Talony tranzytowe wydawano na tranzyt przez Niemiecką Republikę Demokratyczną (seria N), Czechosłowację (seria C), Związek Radziecki (seria Z) oraz Rumunię (seria R).
Talony wprowadzono w czerwcu 1973 na podstawie zarządzenia Ministra Finansów w sprawie zezwolenia na niektóre czynności obrotu wartościami dewizowymi oraz granicznej kontroli dewizowej; zarządzenie obowiązywało do 1 marca 1983. Paragraf 64 zarządzenia precyzował, że krajowcy dewizowi mieli prawo wywieźć do Czechosłowacji do 150 zł, a do innych państw RWPG do 450 złotych, jednak nie więcej, niż do trzech państw łącznie.  
Za wydanie talonu pobierano opłatę która odpowiadała różnicy pomiędzy oficjalnym kursem danej waluty, a jej kursem „turystycznym” w Polsce (który był wyższy o około 25%). Wydanie talonów odnotowywano w Książeczce Walutowej – obciążały one przyznany limit. Talon uprawniał do wywozu odpowiedniej kwoty w złotych przeznaczonej na wymianę w kraju tranzytowym. Do większych kwot stosowano tzw. czeki podróżne, początkowo wydawane przez Narodowy Bank Polski, a w późniejszym okresie istnienia PRL - przez bank narodowy kraju docelowego.
Talon zatrzymywała kasa walutowa, która dokonywała wymiany.